# ジャック・バンヴィル
ジャック・バンヴィル（Jacques Bainville、1879年2月9日 - 1936年2月9日）は、フランスの歴史家、新聞記者、右翼思想家。アカデミー・フランセーズ会員。

## 経歴
ヴァンセンヌ出身。アンリ4世校、パリ大学法学部卒業。
生家は共和制支持だったがバイエルン滞在中にビスマルクの主導したドイツ統一に衝撃を受け、フランス帰国後に一転王党派として言論活動を展開。アクション・フランセーズに加わり保守・極右系の新聞社で記者を務める。
第一次世界大戦終結後に締結されたヴェルサイユ条約を穏当に過ぎるとして『平和の政治的帰結』で激しく批判した。1935年3月25日にアカデミー・フランセーズ会員に選出され、ポルトガルのサラザール体制を初めとして極右独裁政権には概ね好意的だった。

## 日本語訳
- ポール・ド・ラクビビエ訳『フランス小史』（日本国体学会）